# Кшивиці (Західнопоморське воєводство)
Кшивиці (пол. Krzywice, нім. Kriewitz) — село в Польщі, у гміні Осіна Голеньовського повіту Західнопоморського воєводства.
Населення — 195 осіб (2011).
У 1975-1998 роках село належало до Щецинського воєводства.

## Демографія
Демографічна структура станом на 31 березня 2011 року:
|          | Загалом | Допрацездатний вік | Працездатний вік | Постпрацездатний вік |
| -------- | ------- | ------------------ | ---------------- | -------------------- |
| Чоловіки | 100     | 25                 | 69               | 6                    |
| Жінки    | 95      | 17                 | 56               | 22                   |
| Разом    | 195     | 42                 | 125              | 28                   |